# Кієвець
Кієвець — струмок у Воложинському районі, Мінська область, Білорусь. Права притока річки Іслоч (басейн Німану).

## Опис
Довжина струмка 5 км. Формується безіменними струмками та загатами. Річище упродовж 4 км каналізоване.

## Розташування
Бере початок біля села Маньківщина. Спочатку тече на південний схід, далі тече переважно на південний захід через село Петровічи і на південно-східній околиці села Кієвець впадає у річку Іслоч, ліву притоку річки Березини.